# Neujahrskonzert der Wiener Philharmoniker 1971
Das Neujahrskonzert der Wiener Philharmoniker 1971 war das 31. Neujahrskonzert der Wiener Philharmoniker und fand am 1. Jänner 1971 im Goldenen Saal des Wiener Musikvereins statt. Dirigiert wurde es zum 17. Mal von Willi Boskovsky, der diese Institution 1941 schon als Konzertmeister der Wiener Philharmoniker mit ins Leben gerufen hatte. 

## Zusammenfassung
Streng genommen war es das 32. Konzert zum Jahreswechsel – denn zur Jahreswende 1939/40 gab es bereits ein Außerordentliches Konzert der Wiener Philharmoniker, welches allerdings am Silvesterabend 1939 stattfand –, aber erst seit 1946 – seit dem erstmaligen Dirigat von Josef Krips – trägt das Konzert den Titel Neujahrskonzert der Wiener Philharmoniker: Unter diesem Namen war es das nunmehr 26. mit diesem Titel. Willi Boskovsky stand, wie bereits seit 1955 auf Grund seiner einstimmigen Wahl durch die Orchestermitglieder als ständiger Dirigent des Neujahrskonzertes am Pult.
 Willi Boskovsky bleibt in Erinnerung, dass er das Konzert im Wesentlichen mit seinem Geigenbogen leitete und seine Violine, vornehmlich in die Hüfte gestützt (ansonsten lag sie griffbereit auf einem kleinen Tischchen neben dem Dirigierpult), immer wieder ans Kinn nahm, um seinen eigenen Schwung in das Orchester zu übertragen, er nutzte nur selten einen Dirigentenstab.
Einzelne Musikstücke wurden wieder mit Ballettaufnahmen unterlegt: Es tanzten Mitglieder des Balletts der Volksoper Wien, die Choreographie übernahm erneut die Ballettmeisterin Dia Luca.
Das Konzert wurde mit seinem zweiten Teil im Fernsehen übertragen, die Produktion übernahmen erneut, wie 1970, der Österreichische Rundfunk (ORF) und das Zweite Deutsche Fernsehen (ZDF) gemeinsam, die Regie führte erneut Hermann Lanske. Es war das sechste Neujahrskonzert, dessen zweiter Teil in Kooperation von Eurovision (für diesen Verbund war es die zwölfte Übertragung) und Intervision, dem Fernsehverbund der damaligen sozialistischen Staaten, im Fernsehen übertragen wurde. Ausgestrahlt wurde das Neujahrskonzert 1971 über Eurovision neben Österreich in Belgien, der Bundesrepublik Deutschland, in Dänemark, Finnland, Frankreich, Großbritannien, Irland, Island, Italien, Jugoslawien, Luxemburg, der Niederlande, Norwegen, in Portugal, Schweden und der Schweiz:
Über Intervision waren 1971 dabei: DDR, Rumänien und Ungarn. Es wurde demzufolge in 20 Staaten original ausgestrahlt.

## Programm

### 1. Teil
1. Johann Strauss (Sohn): Ouvertüre zur Operette Der Zigeunerbaron
2. Josef Strauss: Transactionen, Walzer, op. 184
3. Eduard Strauß: Augensprache, Polka française, op. 119
4. Johann Strauss (Sohn): Stürmisch in Lieb’ und Tanz, Polka schnell, op. 393*
5. Johann Strauss (Sohn): Lagunen-Walzer, op. 411
6. Josef Strauss: Eingesendet, Polka schnell, op. 240

### 2. Teil
1. Johann Strauss (Sohn): Ouvertüre zur Operette Indigo und die vierzig Räuber
2. Johann Strauss (Sohn): Wiener Blut, Walzer, op. 354
3. Johann Strauss (Vater): Beliebte Annen-Polka, op. 137
4. Josef Strauss: Plappermäulchen (Musikalischer Scherz), Polka schnell, op. 245
5. Josef Strauss: Feuerfest!, Polka française, op. 269
6. Josef Strauss: Dynamiden, Walzer, op. 173
7. Eduard Strauß: Ohne Aufenthalt, Polka schnell, op. 112*
8. Johann Strauss (Sohn): Neue Pizzicato-Polka, op. 449
9. Josef Strauss: Jokey-Polka, Polka schnell, op. 278
10. Johann Strauss (Sohn): Csárdás aus „Ritter Pásmán“, op. 441

### Zugaben
1. Johann Strauss (Sohn): Champagner-Polka, Musikalischer Scherz, op. 211
2. Johann Strauss (Sohn): An der schönen blauen Donau, Walzer, op. 314
3. Johann Strauss (Vater): Radetzky-Marsch, op. 228

Werkliste und Reihenfolge sind der Website der Wiener Philharmoniker entnommen, Zugaben ergänzt nach Aufzeichnung des ORF.
 Mit * gekennzeichnete Werke standen erstmals in einem Programm eines Neujahrskonzertes.

## Besetzung (Auswahl)
- Willi Boskovsky, Dirigent
- Wiener Philharmoniker